# Juan Manuel Jaime Ortea
Juan Manuel Jaime Ortea (Lleida, 23 d'abril de 1972) és un enginyer i polític català, diputat al Parlament de Catalunya en la V i VI Legislatures.
Diplomat en Enginyeria Tècnica Agrícola per la Universitat de Girona. Pertany a l'Associació de Joves Estudiants de Catalunya i a l'associació de suport al Tercer Món Mon 3. També milita al PSC-PSOE, del qual és secretari d'Organització de la Comissió executiva nacional de les Joventuts Socialistes de Catalunya i secretari d'Organització de l'Agrupació de Sabadell, ciutat on resideix. A les eleccions al Parlament de Catalunya de 1999 i 2003 fou elegit diputat al Parlament de Catalunya, on ha estat president de la comissió d'estudi sobre la situació de les polítiques de joventut.